# Prédateurs de Granby
 (mars 2024).
Si vous disposez d'ouvrages ou d'articles de référence ou si vous connaissez des sites web de qualité traitant du thème abordé ici, merci de compléter l'article en donnant les références utiles à sa vérifiabilité et en les liant à la section « Notes et références ».
Les Prédateurs de Granby sont une équipe de la Ligue de hockey junior majeur du Québec qui a évolué à Granby au Québec (Canada) de 1981 à 1997. Elle évolue ensuite au Cap-Breton à partir de 1997 sous le nom de Screaming Eagles du Cap-Breton.

## Histoire
L’équipe des Éperviers de Sorel est créée en 1969 comme une des premières franchises de la LHJMQ. En 1981 elle déménage à Granby pour devenir les Bisons puis les Prédateurs en 1995. Bien que la franchise n'opère que deux saisons sous le nom des Prédateurs de Granby, ces deux saisons sont remplies de succès alors que l’équipe marque une moyenne de 104 points par saison et termine au 1er (114 points) et 2e (94 points) place de la LHJMQ. La première année sous l’appellation des Prédateurs, en 1995-1996, en plus de terminer au premier rang de la saison régulière, l'équipe remporte l'unique Coupe du président de la concession, ainsi que la Coupe Memorial, une première pour une équipe québécoise en 25 ans. 
Pour la saison 1997-1998, un an seulement après avoir vu les Prédateurs de Granby remporter le championnat de la LHJMQ, l’équipe est vendue et déménagée au Cap-Breton en Nouvelle-Écosse. 

## Logos successifs

Logo des Bisons de 1981 à 1985
Logo des Bisons de 1985 à 1991
Logo des Bisons de 1991 à 1995
Logo des Prédateurs de 1995 à 1997

## Statistiques
| Saison    | PJ | V  | D  | N | BP  | BC  | Pts | Classement               | Séries éliminatoires | Entraîneur                                                               |
| --------- | -- | -- | -- | - | --- | --- | --- | ------------------------ | -------------------- | ------------------------------------------------------------------------ |
| 1981-1982 | 64 | 14 | 49 | 1 | 271 | 454 | 29  | 8e de la ligue           | Éliminés au 1er tour | Gaston Drapeau                                                           |
| 1982-1983 | 70 | 20 | 48 | 2 | 343 | 469 | 42  | 6e de la division Lebel  | Non qualifiés        | Gaston Drapeau, Roger Picard                                             |
| 1983-1984 | 70 | 31 | 38 | 1 | 308 | 348 | 63  | 5e de la division Lebel  | Éliminés au 1er tour | Roger Picard, Claude Saint-Sauveur                                       |
| 1984-1985 | 68 | 22 | 44 | 2 | 328 | 428 | 47  | 6e de la division Dilio  | Non qualifiés        | Claude Saint-Sauveur, Yves Robert, Raynald Gagné                         |
| 1985-1986 | 72 | 23 | 46 | 3 | 333 | 444 | 49  | 5e de la division Dilio  | Non qualifiés        | Georges Larivière, Jean-François Mouton, Marcel Patenaude, Mario Bazinet |
| 1986-1987 | 70 | 48 | 18 | 4 | 416 | 318 | 100 | 1er de la division Dilio | Éliminés au 1er tour | Réal Paiement                                                            |
| 1987-1988 | 70 | 23 | 44 | 3 | 294 | 370 | 49  | 4e de la division Lebel  | Éliminés au 1er tour | Réal Paiement                                                            |
| 1988-1989 | 70 | 32 | 35 | 3 | 286 | 327 | 67  | 7e de la ligue           | Éliminés au 1er tour | Réal Paiement                                                            |
| 1989-1990 | 70 | 20 | 49 | 1 | 227 | 340 | 41  | 10e de la ligue          | Non qualifiés        | Réal Paiement, John Paris                                                |
| 1990-1991 | 70 | 34 | 30 | 6 | 227 | 231 | 74  | 5e de la division Lebel  | Non qualifiés        | John Paris                                                               |
| 1991-1992 | 70 | 25 | 42 | 3 | 291 | 355 | 53  | 5e de la division Lebel  | Non qualifiés        | John Paris, Gaston Drapeau                                               |
| 1992-1993 | 70 | 23 | 46 | 1 | 288 | 414 | 47  | 6e de la division Lebel  | Non qualifiés        | Gaston Drapeau                                                           |
| 1993-1994 | 72 | 30 | 40 | 2 | 297 | 309 | 62  | 6e de la division Lebel  | Éliminés au 1er tour | Blair MacKasey                                                           |
| 1994-1995 | 72 | 31 | 36 | 5 | 314 | 294 | 67  | 4e de la division Lebel  | Éliminés au 2e tour  | Alain Rajotte, Joel Mercier                                              |
| 1995-1996 | 70 | 56 | 12 | 2 | 389 | 191 | 114 | 1er de la division Lebel | Vainqueurs           | Michel Therrien                                                          |
| 1996-1997 | 70 | 44 | 20 | 6 | 304 | 210 | 94  | 2e de la division Lebel  | Éliminés au 2e tour  | Michel Therrien                                                          |